# 浮田家住宅
浮田家住宅（うきたけじゅうたく）は、富山県富山市太田南町272番地に所在する古民家である。

## 概要
立山・黒部一帯の山林保護と国境警備を目的とした加賀藩の奥山廻役を代々務めてきたの役人・浮田家の住宅として、江戸時代中期の豪農民家の建築様式を当時のままに残す貴重な建造物である。母屋は寄棟茅葺きで、文政10年（1827年）に三千石の代官に任ぜられた翌11年（1828年）に建築されたものである。
1979年5月21日、宅地を含め主屋・表門・土蔵の3棟が重要文化財（建造物）に指定された。

## 建物諸元
主屋（母屋）
- 1828年築
- 桁行 - 26.8m
- 梁間 - 9.2m
- 寄棟造、茅葺、東面庇付、板葺
- 西面突出部
  - 桁行 - 4.7m
  - 梁間 - 22.0m
  - 切妻造、板及び鉄板葺
- 南面突出部
  - 桁行 - 4.5m
  - 梁間 - 7.3m
  - 切妻造、桟瓦葺
- 東面及び北面便所附属、西面廊下及び便所附属、桟瓦葺

表門
- 1834年築
- 長屋門
  - 桁行 - 15.1m
  - 梁間 - 3.5m
  - 寄棟造、茅葺

土蔵
- 1890年築
- 土蔵造
  - 桁行 - 7.0m
  - 梁間 - 5.2m
  - 切妻造、二階建、桟瓦葺